# Daniele Seccarecci
Daniele Seccarecci (17 de febrero de 1980 - 4 de septiembre de 2013) fue un culturista italiano.

## Biografía
Nacido en Livorno, a temprana edad se trasladó con su familia a Siracusa. Desde muy temprana edad se interesó por el mundo del culturismo, obteniendo buenos resultados en la categoría junior. A los 26 años se convirtió en profesional y en el Spanish Grand Prix 2006 estuvo cerca de clasificar para ser el Mister Olympia. Fue certificado en 2010 por el libro Guinness de los récords como el culturista competitivo más pesado, con un peso de 135 kg en la competencia (298 libras). Tuvo un romance con la estrella porno Brigitta Bulgari, a quien conoció casualmente en el aeropuerto de Milán y una relación con la culturista profesional Daniela D'Emilia. Fue arrestado en 2011 bajo cargos de comercialización ilegal de esteroides y brevemente sujeto a detención domiciliaria. Murió de un ataque al corazón el 4 de septiembre de 2013, a los 33 años de edad en Taranto.